# Rudolf Smend (théologien, 1932)
Pour les articles homonymes, voir Rudolf Smend.
Ne doit pas être confondu avec Rudolf Smend (théologien, 1851).

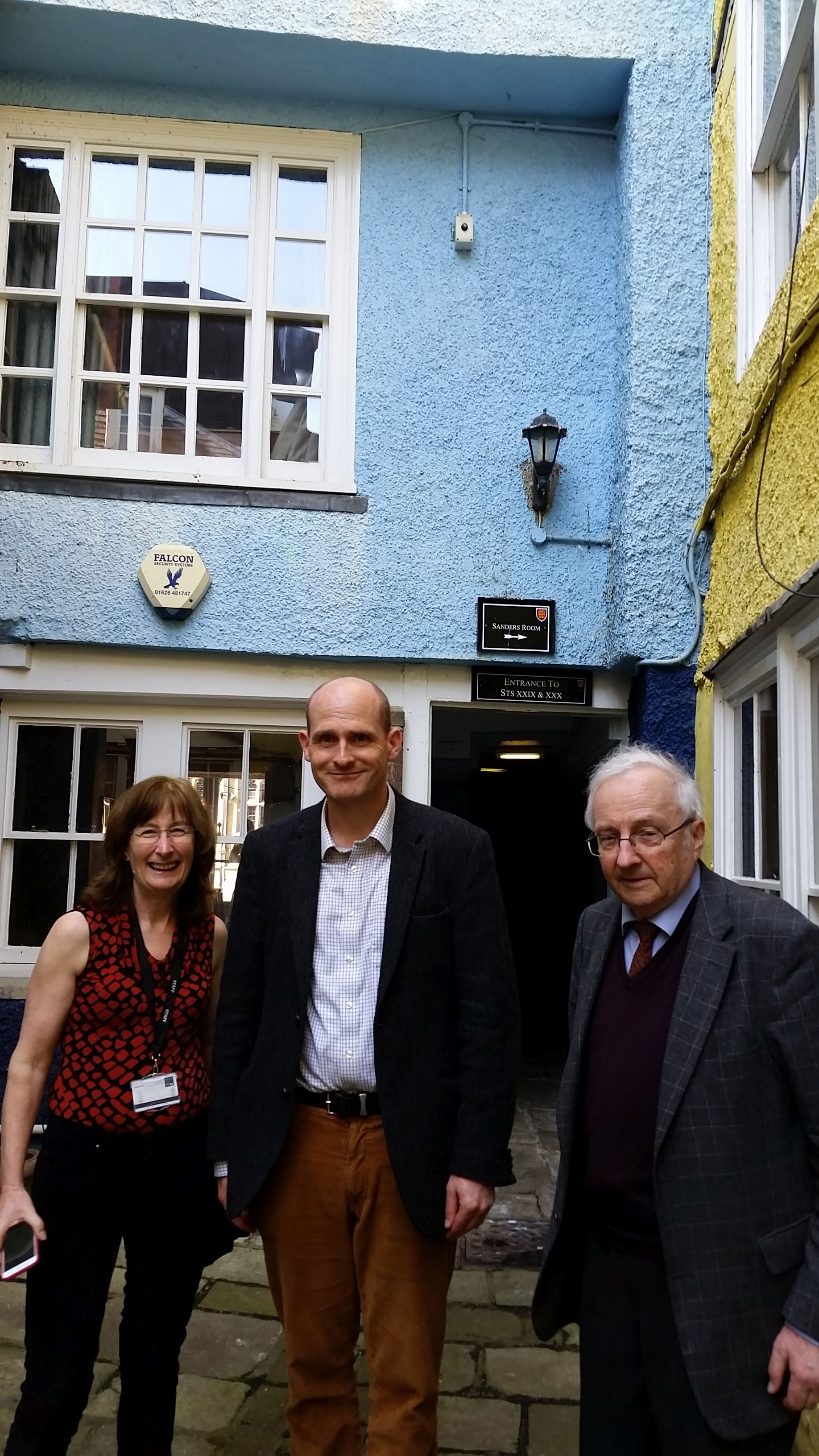
Lyndal Roper, Martin Keßler et Rudolf Smend à l'Oriel College, en 2018

Rudolph Smend (né le 17 octobre 1932 à Berlin) est un théologien allemand (érudit de l'Ancien Testament).

## Biographie
Rudolf Smend est le fils de l'avocat constitutionnel et canonique Rudolf Smend (de) et petit-fils du spécialiste de l'Ancien Testament du même nom Rudolf Smend. Il étudie la théologie de 1951 à 1958 aux universités de Tübingen, Göttingen et Bâle. Ses professeurs universitaires les plus importants ont le dogmatique Karl Barth, l'hébraïsant Walter Baumgartner (de) et les spécialistes de l'Ancien Testament Albrecht Alt et Martin Noth. En 1958, il obtient son doctorat à Bâle avec une thèse sur les travaux de Wilhelm Martin Leberecht de Wette sur l'AT et le NT. En 1962, il s'habilite à Bonn avec Martin Noth avec l'œuvre Jahwekrieg und Stammbund. À partir de 1963, il occupe un poste de professeur à l'Université ecclésiastique de Berlin (de). À partir de 1965, il est professeur titulaire à Münster et de 1971 jusqu'à sa retraite, il est professeur d'études de l'Ancien Testament à Göttingen. Dans les années 1980 et 1990, ses travaux portent sur l'organisation de la science et la politique de recherche. Comme son père avant lui, Rudolf Smend est vice-président de 1994 à 1996 et de 1998 à 2000 et président de 1996 à 1998 et de 2000 à 2002 de l'Académie des sciences de Göttingen. De 1986 à 1992, il est vice-président de la Fondation allemande pour la recherche.
Smend est connu pour ses recherches sur les origines de l'Ancien Testament. Son étude Das Gesetz und die Völker (1971) dans le Festschrift pour Gerhard von Rad établit une recherche historique éditoriale sur les livres d'histoire de l'Ancien Testament. Un autre axe de son travail est l'histoire des sciences. Il traite en détail avec Julius Wellhausen. En 2013, il publie une édition de ses lettres. Il publie également une édition des écrits de Johann Gottfried Herder sur l'Ancien Testament (1993).
Smend reçoit de nombreuses distinctions scientifiques et adhésions pour ses recherches. Il reçoit le prix JR Geigy pour sa thèse. En 1998, il est le premier lauréat du prix des sciences humaines à recevoir le prix scientifique Alfried Krupp. Il est membre honoraire de la Society for Old Testament Study (1979), membre titulaire de l'Académie des sciences de Göttingen (1974). Il est membre correspondant de la British Academy (1992), membre correspondant de l'Académie norvégienne (1994), membre correspondant de l'Académie finlandaise des sciences, Académie norvégienne des sciences (1994), Académie danoise des sciences (1999) et membre correspondant de l'Académie bavaroise des sciences (2006). Il reçoit un doctorat honorifique de l'Université de St Andrews. En 2001, il reçoit la médaille Burkitt de la British Academy. La médaille est considérée comme l'une des récompenses les plus importantes pour les études bibliques.
Il est marié depuis 1969.

## Travaux (sélection)

### Monographies
- Die Mitte des Alten Testaments. Mohr Siebeck, Tübingen 2002,  (ISBN 3-16-147716-2)
- Altes Testament christlich gepredigt (= Dienst am Wort. Die Reihe für Gottesdienst und Gemeindearbeit. Bd. 86). Vandenhoeck & Ruprecht, Göttingen 2000,  (ISBN 3-525-59350-3)
- Mose als geschichtliche Gestalt (= Schriften des Historischen Kollegs. Dokumentationen. Bd. 11). Stiftung Historisches Kolleg, München 1995 (Digitalisat)
- Die Entstehung des Alten Testaments (= Theologische Wissenschaft. Bd. 1). 5., neubearbeitete und erweiterte Auflage. Kohlhammer, Stuttgart 2001,  (ISBN 3-17-013183-4).

### Rédactions
- mit Karl Arndt, Gerhard Gottschalk: Göttinger Gelehrte. Die Akademie der Wissenschaften zu Göttingen in Bildnissen und Würdigungen 1751–2001. Redaktion Ruth Slenczka. 2 Bde. Wallstein, Göttingen 2001,  (ISBN 3-89244-485-4).